# Smuxi
Smuxi är en GTK+-baserad IRC-klient. Programmet uppkom ur konceptet att separera front-end från back-end.

## Arkitektur
Smuxi är utvecklat enligt klient-server-arkitekturen vilket betyder att man kan placera uppkopplingen mot en IRC-server på till exempel en virtuell server som är uppkopplad mot Internet hela dygnet. På så sätt kan du även koppla upp flera klienter på samma uppkoppling.
På så sätt kan man behålla sin uppkoppling mot IRC även om alla datorer (med undantag från den uppkopplade server) är avstängda.
Inspirationen till den här arkitekturen uppkom från den vanliga kombinationen screen och Irssi som fungerar på ett liknande sätt.
Smuxi går även att använda som en vanlig IRC-klient där back-end och front-end körs på samma dator.